# Ruth Erdt
Ruth Erdt, ou Vuillemin-Erdt, née le 15 janvier 1965 à Zurich, est une photographe suisse.

## Biographie
De 1982 à 1983, Ruth Erdt suit un cours préliminaire à la Kunstgewerbeschule de Zurich. De 1983 à 1987, elle étudie dans la classe spécialisée en design visuel de l'école de design de Zurich et complète sa formation artistique par une participation à la classe spécialisée en photographie de l'Université des Arts de Zurich de 1996 à 2000. De 2008 à 2010, elle étudie pour obtenir un Master of Fine Arts à l'Université des Arts de Zurich. Ruth Erdt travaille comme artiste indépendante depuis 1990. À partir de 2006, elle enseigne comme chargée de cours dans diverses universités.
Ruth Erdt vit et travaille à Zurich et à Berlin. Elle a deux enfants, Pablo et Eva Vuillemin.

## Œuvre
En plus de la photographie classique, Ruth Erdt travaille aussi avec des techniques photographiques anciennes telles que le cyanotype et le photogramme. Elle crée également des installations dans l'espace public, comme l'œuvre Kinderbett de 2010 pour son examen de maîtrise à l'Université des arts de Zurich. Un lit de camp assemblé à partir de fusils d'assaut fait partie de l'installation, tout comme des photographies montrant ce lit de camp dans un contexte quotidien avec des enfants armés de fusils. Depuis 2010, elle enregistre les changements structurels de son quartier résidentiel à Zurich dans une longue documentation photographique intitulée Schwamendingen. Elle mêle photographie couleur et noir et blanc, portraits et paysages dans un récit pictural complexe.
Erdt se considère explicitement comme une artiste féministe. Certaines de ses œuvres sont autobiographiques et traitent de sa vie quotidienne. Elle devient elle-même sujet de son œuvre et protagoniste, tout comme ses enfants, partenaires et amis. Elle travaille sur les Cyanotypes 16-22 avec sa fille, Eva Vuillemin, qui suit une formation artistique à l'Université des arts de Berlin. Des photographies d'Erdt, prises alors qu'elle est âgée de 16 à 22 ans, sont mises en contraste avec des photographies d'Eva Vuillemin. Les protagonistes des photographies ayant à peu près le même âge, la hiérarchie de la relation mère-fille ainsi que le classement chronologique du processus de vieillissement des photographies s'estompent par l'aliénation des photographies originales par la technique du cyanotype.
En 2020, Erdt aborde de nouveau la relation avec sa fille dans Hear Your Voice. Le thème de l'œuvre est la distance spatiale. Erdt collecte des fragments de texte d'e-mails et de SMS de sa fille, qui vit à Berlin, et les placent avec des portraits de ses archives. Le travail, qui commence fin 2019, aborde un aspect supplémentaire dans le reflet de la proximité et de la distance au cours de l'année 2020 et la pandémie de Covid-19 lorsque la mère et la fille ne peuvent plus se voir pendant une plus longue période en raison des restrictions de voyage. Elle fait imprimer un des portraits de sa fille sur une bâche de camion et l'accroche au mur d'une maison à la périphérie de Zurich.
Des œuvres de Ruth Erdt font partie des collections de la Fotostiftung Schweiz et du Fotomuseum de Winterthour, de la collection d'art du canton de Zurich, de la collection d'art de la ville de Zurich et de la collection d'art de la Zürcher Kantonalbank et du musée Photo Elysée à Lausanne.

## Prix et récompenses
- 1999, 2000 et 2002 : Bourse d'art de la ville de Zurich[1],[3]
- 1999 : Prix suisse de design[5]
- 2000 : Prix suisse de design[5]
- 2002 : Prix suisse de design[5]
- 2008 : Prix Esther Matossi[1]
- 2008 : Prix de la Fondation Culturelle UBS[1]
- 2009 : Bourse d'atelier, résidence d'artiste à Berlin de la fondation culturelle zougoise Landis & Gyr[1]
- 2019 : Prix Visarte pour une chronique pour Freienwil[3]

## Publications
- (en) Ruth Erdt, The gang, Lars Müller, 2001 (ISBN 3-907078-48-9 et 978-3-907078-48-8, OCLC 49948060, lire en ligne)
- (de) Ruth Erdt et Lars Müller Publishers, Ruth Erdt - Augenblick, 2017 (ISBN 978-3-03778-540-9 et 3-03778-540-3, OCLC 987572707, lire en ligne)
- (de) Dorothea Strauss et Ruth Erdt, Eine Chronik für Freienwil, Die Mobiliar, 2018 (OCLC 1042091399)
- (de) Anika von Keiser, Ann-Marlene Henning et Ruth Erdt, Make more love ein Aufklärungsbuch für Erwachsene, märz 2018 (ISBN 978-3-442-17730-1 et 3-442-17730-8, OCLC 1013471005).
- (de) Ruth Erdt, Liar = Lügner, Baden, Kodoji Press, 2019 (ISBN 978-3-03747-022-0 et 3-03747-022-4, OCLC 1122806139).
- (de) Ursula Eichenberger et Ruth Erdt, Aus der Welt des Schlafs, 2009 (ISBN 978-3-03823-489-0 et 3-03823-489-3, OCLC 320534617, lire en ligne).

## Expositions (sélection)

### Expositions personnelles
- 1999 : Young, Fotomuseum Winterthour[1]
- 2001 : Combine, Message Salon, Zurich[1]
- 2005 : Hasen, Hunde und Wurfgeschosse, Message Salon, Zurich[6]
- 2008 : The Casting System, Message Salon, Zurich[7]
- 2011 : avec Eva Vuillemin : Cyanotypes, Message Salon, Zurich[1],[8]
- 2013 : Das stets sich selbst an den Füssen klebt, Message Salon, Zurich[9]
- 2014 : In der Hütte, Message Salon, Zurich[2]
- 2001 : Familienbilder, Kunstraum, Kreuzlingen[3]
- 2002 : The Gang, La Librairie du Musée de l'Élysée, Lausanne[3]
- 2010 : Darkroom, Neuropa, Zurich[10]
- 2010 : Die Lügner, Fotostiftung Schweiz, Winterthour[1]
- 2011 : The Naked House, Next Level, Londres[1]
- 2015 : Lokaltermin, Galerie Tenne, Zurich[1]

### Expositions collectives
Liste non-exhaustive de ses expositions collectives :
- 2001 : M-Family, Migros Museum für Gegenwartskunst, Zurich
- 2002 : Ikonen, Musée Coninx, Zurich
- 2002 : Backlight 02. 6th International Photographic Triennal, Photographic Center Nykyaika, Tampere, Finlande
- 2002 : Swiss Design 2002. Netzwerke/Réseaux/Networks Musée du design de Zurich
- 2002 : Prix d'encouragement artistique. Amstelveen, Amsterdam 2002
- 2003 : Art photographique contemporain de Suisse. Exposition itinérante, Neuer Berliner Kunstverein
- 2003 : 7e Journées photo de Bienne : Auf den Spuren der Zeit., Bienne
- 2005 : Per la musica. Castelluccio, Pienza
- 2006 : Fragile. Kunsthaus Langenthal
- 2008 : Photo de presse suisse 08. Les meilleures photos de presse suisses de 2007, Musée national suisse Zurich
- 2010 : Kinderbett. Shedhalle à Zurich
- 2012 : Death can dance. Maison de ville Zurich
- 2012 : The Golden Cage Cage, Kunstbüro, Berlin
- 2012 : Prix municipaux d'art. Helmhaus Zurich
- 2012 : Peter Olpe. Out of Focus, Musée Suisse de l'Appareil Photographique, Vevey
- 2015 : Das Fotobuch und seine Autoren, Bibliothèque nationale suisse, Berne
- 2015 : Secret – Contaxta Collection, Kunsthalle de Berne
- 2017 : We are Family, Alte Fabrik, Rapperswil